# Sie töten für Gold
Sie töten für Gold (Originaltitel: The Trail Beyond; Alternativtitel: Gier nach Gold) ist ein B-Western aus der Lone-Star-Serie der Lone Star Productions. Er wurde im Vertrieb der Monogram Pictures Corporation am 22. Oktober 1934 veröffentlicht. Regie führte Robert N. Bradbury. Der Film wurde an den Mammoth Lakes gedreht.

## Handlung
Rod Drew bekommt vom besten Freund seines Vaters den Auftrag, seinen seit 20 Jahren aus den Augen verlorenen Bruder und seine Nichte zu suchen. Während der Zugfahrt nach Kanada trifft Rod auf seinen alten Freund Wabi. Dieser wird während eines Pokerspiels betrogen und schießt auf den Betrüger. Gemeinsam fliehen sie aus dem fahrenden Zug und tauchen unter.
In einer entlegenen Blockhütte finden sie die Leiche von John Ball – dem gesuchten Bruder –, zusammen mit einer Karte zu einer Goldmine. Im Wabinosh Haus deponiert Rod die Karte und der Franko-Kanadier Benoit, der dort als Doppelagent arbeitet, teilt dies seinem Boss Jules LaRocque mit. Gemeinsam mit einigen Männern versucht er die Karte zu stehlen, was ihm nicht gelingt. Stattdessen entführt er Felice Newsome, die ebenfalls im Wabinosh Haus lebt. Rod und Wabi befreien sie aus der Gefangenschaft der Gangster. Wenig später bewirbt sich Marie LaFleur im Wabinosh Haus als Buchhalterin und wird prompt genommen. Sie arbeitet ebenfalls für LaRocque.
Nach ihrer Befreiung findet LaRocque heraus, dass die beiden Fremden in einem Mordfall verwickelt sind, und nutzt dies aus: Einer seiner Männer verkleidet sich als Mountie und nimmt beide gefangen. In LaRocques Quartier stoßen sie auf den echten Mountie und befreien diesen auch. Dieser müsste sie eigentlich verhaften, aber als Rod ihm anbietet, als sein Gefangener mit ihm nach der Goldmine zu suchen, willigt dieser ein. Hierbei findet er heraus, dass Felice die Nichte seines Auftraggebers ist.
Während sie der echten Karte folgen, folgen die Gangster einer Fälschung, und eine erneute Verfolgungsjagd beginnt, bei der der Mountie angeschossen wird und in Lebensgefahr gerät.
Die Gangster entschließen sich das Wabinosh Haus anzugreifen, und es kommt zum großen Finale.

## Hintergrundinformationen
Der Film wurde an den Mammoth Lakes und anderen Orten in Kalifornien gedreht. Außerdem wird der Film von zwei großen Musikscores begleitet. Der eine ist eine meditative Mischung, während der andere etwas wilder und nervenaufreibender klingt und in Kampfszenen verwendet wird.
Der Film könnte als Familientreffen der Familie Beery bezeichnet werden. Hier treten Vater Noah Beery senior und sein Sohn Noah Beery junior in wichtigeren Nebenrollen auf, des Weiteren ist der oscarprämierte Onkel Wallace Beery in einem Cameo-Auftritt zu sehen.
Die Geschichte des Films basiert auf der Novelle The Wolf Hunters von James Oliver Curwood. Der Film selbst ein Remake des Films The Wolf Hunters aus dem Jahre 1926. Ausschnitte des Films wurden für die Dokumentation 100 Years of John Wayne aus dem Jahr 2007 wiederverwendet. Der Film wurde im Jahr 2007 auf DVD von der
Flashpoint AG unter dem Titel Sie töten für Gold veröffentlicht. Der Film wurde in Deutschland zuvor unter dem Titel Gier nach Gold veröffentlicht.
In Deutschland wurde der Film unter dem Titel Gier nach Gold auch im Rahmen der ZDF Western-Reihe Western von gestern gezeigt, die von Mai 1978 bis Juli 1986 ausgestrahlt wurde. Die Reihe besteht aus Western der 1930er und 1940er Jahre, bei denen die Filme in Episoden von jeweils 25 Minuten aufgeteilt oder entsprechend gekürzt wurden.